# Jeddah Club
Jeddah Club (en árabe: نادي جدة‎) es un equipo de fútbol saudí que juega en la Liga Príncipe Mohammad bin Salman, la segunda categoría del fútbol profesional en el país.

## Entrenadores
- Ahmed Hafez (junio de 2017-?)[3]
- Hassan Khalifa (?-febrero de 2019)[4]
- Abdulrahman Al-Ahdal (febrero de 2019)[5]
- Juan Rodríguez (marzo de 2019-abril de 2019)[6]
- Abdelhay Atiri (?-septiembre de 2019)[7]
- Ayman El-Sarag (septiembre de 2019-presente)[2]